# Gare de Toulouse-Matabiau
Gare de Toulouse-Matabiau vasútállomás Franciaországban, Toulouse településen.

## Vasútvonalak
Az állomást az alábbi vasútvonalak érintik:
- Bordeaux–Sète-vasútvonal
- Brive-la-Gaillarde–Toulouse-vasútvonal
- Toulouse–Bayonne-vasútvonal

## Kapcsolódó állomások
A vasútállomáshoz az alábbi állomások vannak a legközelebb:
- Gare de Toulouse-Montaudran
- Gare de Toulouse-Saint-Agne
- Gare de Montrabé
- Gare de Toulouse-Route-de-Launaguet
- Gare de Lacourtensourt